# Cicadelle des grillures de la vigne
Empoasca vitis
Espèce
Empoasca vitis, la cicadelle des grillures de la vigne ou cicadelle verte de la vigne, est une espèce d'insectes hémiptères de la famille des Cicadellidae.
C'est un insecte polyphage mais dommageable surtout pour la vigne, les piqûres sur les nervures des feuilles provoquant des altérations chromatiques du limbe foliaire.
L'importance des attaques est cependant généralement limitée, et ne parvient pas à provoquer de graves répercussions sur la qualité et la quantité de la production.

## Morphologie
Les adultes, de couleur vert clair avec des nuances dorées, ont de 3 à 4 mm de long. Les nymphes sont de couleur vert clair. Les formes juvéniles, fuselées et dépourvues d'ailes, sont toutefois capables de se déplacer en courant.

## Biologie
Empoasca vitis hiverne comme femelle fécondée sur des plantes toujours vertes, telles que les conifères, le lierre, les ronces, etc.
Au printemps (fin avril – mai dans le centre et le nord de l'Italie) les femelles migrent sur la face inférieure des jeunes feuilles de vigne, où elle pondent sur les nervures de 15 à 20 œufs chacune. De ces œufs nait la première génération qui éclot en juin et atteint le stade adulte en 3 ou 4 semaines.
La deuxième génération, bien plus dangereuse, apparaît en août.
La troisième génération en fin d'été (septembre  - octobre) donne naissance aux adultes hivernants, qui cherchent refuge sur des plantes à feuilles pérennes. Cette dernière génération peut être seulement partielle ou absente dans les climats de l'Italie septentrionale. Les longues périodes de beau temps favorisent les populations d' Empoasca vitis, tandis que les périodes pluvieuses les réduisent.
Pour passer de l'œuf à l'adulte, Empoasca vitis traverse cinq stades (deux de larve et trois de nymphe), en trois semaines environ. Les formes juvéniles préfèrent les jeunes nervures secondaires pour se nourrir, tandis que les nymphes  et les adultes se dirigent plutôt vers le centre du limbe.
Dans certains cas, elles piquent aussi le pétiole ou les bourgeons. L'espèce préfère la face inférieure des feuilles, sur lesquelles peuvent demeurer les exuvies ; quand elles sont dérangées, les formes juvéniles se déplacent transversalement par rapport à l'axe du corps.

## Distribution et hôtes
La Cicadelle des grillures de la vigne est répandue dans toute la région paléarctique. C'est une espèce polyphage qui peut se rencontrer sur des plantes herbacées (chanvre, Solanaceae) aussi bien que sur des arbres ou arbustes (tilleul, pommier, poirier, prunier, pêcher, chêne) même si l'hôte principal est la vigne cultivée.

## Dégâts
L'importance de ce phytophage a été sous-évaluée jusque dans les années 1970 du fait que ses dégâts étaient souvent attribués à des déséquilibres nutritionnels, à la sécheresse, à des brûlures ou à des effets de phytotoxicité.
En général la gravité des attaques est limitée et les dégâts s'observent principalement sur les feuilles centrales de la partie basse des  pieds de vigne, dans les zones à l'ombre. Les dégâts dans la partie haute de la végétation, s'ils sont observés, apparaissent plus tard dans la saison.
Occasionnellement, on peut observer des dégâts sur les bourgeons et les pétioles.
L'insecte, grâce à son appareil buccal piqueur-suceur, pique les nervures foliaires, sur lesquelles on peut observer de petits points bruns. Ces piqûres, par lesquelles la cicadelle se nourrit en absorbant la sève dans les tubes criblés, arrêtent le flux de la sève élaborée et causent des altérations chromatiques du limbe foliaire. De ce fait, l'alimentation de l'insecte est qualifiée de phloémique.
Sur les cépages à baies blanches on note des jaunissements marginaux, tandis que sur les cépages à baies rouges se développent des rougissements sectoriels sur les angles aigus (symptômes de mosaïque) délimités par les nervures des feuilles. Par la suite ces cépages  présentent une triple coloration foliaire : la partie centrale reste verte, les bords deviennent brun-rougeâtre et entre les nervures il y a des taches rouges en mosaïque. Chez les cépages à baies blanches les taches restent jaunes.
En cas d'attaques graves, les feuilles se dessèchent, les bords se replient vers le bas et on peut arriver à une phylloptose anticipée, les feuilles  à la base des sarments tombant les premières. Ces symptômes peuvent être confondus avec des causes virales (recroquevillement foliaire), nutritionnelles (carence en potassium ou magnésium) ou des maladies du bois comme l'esca de la vigne.
Les dégâts les plus graves sont provoqués par des attaques estivales (deuxième génération) en correspondance avec des épisodes climatiques chauds et secs. Les stades juvéniles sont plus dangereux que les adultes, puisque étant moins mobiles, ils concentrent leurs attaques de manière plus intense sur la même feuille.

## Lutte

### Lutte chimique
La lutte chimique s'applique en cas de dépassement d'un certain seuil, en sachant que le plus grand danger est représenté par les attaques des individus de la deuxième génération, au mois de juillet.
En général, on pratique une intervention avec des esters phosphoriques actifs contre les cicadelles (première et deuxième génération) et la cochylis de la vigne, réalisée fin juin - début juillet.
Ce traitement est également efficace contre une cicadelle bien plus dangereuse, Scaphoideus titanus, vecteur de la flavescence dorée.
En cas de traitements spécifiques contre Empoasca vitis, on peut employer des produits à base de flufenoxuron ou etofenprox,
en ayant soin de faire ce traitement dans les premières heures de la matinée, quand l'insecte est encore engourdi et peu mobile, en pulvérisant soigneusement les parties intérieures de la végétation.
Le soufre, employé comme fongicide, a un effet modéré de contrôle des cicadelles.

### Lutte biologique
Lorsque les traitements insecticides sont insuffisants, il est possible de limiter les populations de cicadelles en ayant recours à des  prédateurs. En particulier, Anagrus atomus, hyménoptère de la famille des Mymaridae est un parasitoïde des œufs d’Empoasca vitis et d'autres cicadelles. Cet antagoniste se rencontre sur diverses plantes-hôtes, telles que la ronce, le noisetier et l'églantier, qui jouent un rôle important pour permettre son hivernage. Un autre hyménoptère, Stethynium triclavatum, peut aussi parasiter les œufs d’Empoasca vitis.